# Erik Liebermann
Erik Liebermann (* 7. September 1942 in München) ist ein deutscher Cartoonist.

## Leben
Liebermann ist Sohn des Kunstmalers und Lehrers Heinz Liebermann. Sein Großvater war der Bildhauer Ferdinand Liebermann.
Liebermann studierte an der Hochschule für Gestaltung in Ulm. Während der Studienzeit 1969 gab es erste Cartoon-Veröffentlichungen; im gleichen Jahr erwarb er sein Diplom als Industriedesigner.
Er gehörte zu dem Team, das im Rahmen der Olympischen Sommerspiele 1972 für die visuelle Gestaltung zuständig war. Von 1972 bis 1975 arbeitete er in verschiedenen Designbüros.
Seit 1975 ist er hauptberuflich als Cartoonist tätig. Seine Cartoons erscheinen heute in zahlreichen Zeitungen und Zeitschriften, u. a. in der Süddeutschen Zeitung, in der Frankfurter Rundschau, im Deutschen Allgemeinen Sonntagsblatt. Zudem zeichnet er Cartoons und Illustrationen für Werbung.
Seine Cartoons erschienen in mehreren Büchern und Sammelbänden. Ausstellungen seiner Werke wurden in München, Augsburg, Heidelberg und Ulm gezeigt. Jährlich finden mehrere Einzelausstellungen mit seinen Originalen statt, die durch Collagen und Zusatzeffekte über den Bereich der reinen Grafik hinausgehen.

## Privates
Erik Liebermann ist mit der Illustratorin Beate Speck-Kafkoulas verheiratet und lebt in Steingaden.

## Veröffentlichungen (Auswahl)
- Cartoons. Heyne, München 1980.
- Zwischen Start und Ziel. Stalling, Oldenburg 1981.
- Mit Axel Martin: Bürobic (Aerobic). Droemersche Verlagsanstalt Knaur, München 1983.
- Mit Tom Werneck: Heimcomputer. Ullstein, Frankfurt/M. 1984.
- Gegenverkehrt. Heyne, München 1984.
- Lassen Sie sich nicht verbrauchen. Stiftung Verbraucherinstitut, Berlin 1986.
- Mit Antonia Karow: Das fröhliche Öko-Brevier., Präsentverlag Peter, Gütersloh 1986.
- 1x lachend um die Erde. Morsak, Grafenau 1986.
- Mit Wolfgang Bachmann: Architektur. Tomus – Die fröhlichen Wörterbücher, 1990.
- Liebermanns Werbewelt. Königsteiner Wirtschaftsverlag, Königstein/Taunus 1991.
- Mit Manfred Hofmann: Apotheke. Tomus – Die fröhlichen Wörterbücher, 1995.
- Mit Paul Pelshenke: Lehrer. Tomus – Die fröhlichen Wörterbücher, 2008.
- Kleine besondere Vorkommnisse. Erik Liebermann, Steingaden 2009.